# Jabana

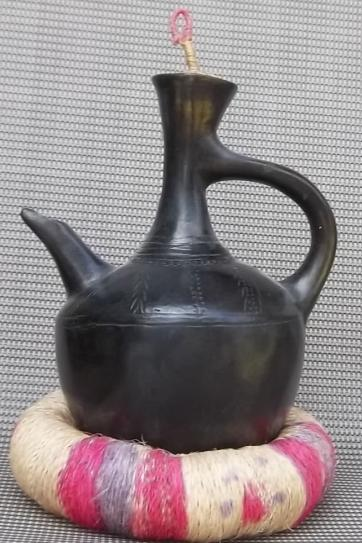
Jabana aus Ton in Äthiopien

Jabana (amharisch ጀበና Djäbäna; arabisch جبنة Dschabana; Alternativschreibungen Dschabana, Jebana, Jebena oder Djebenna) ist eine traditionelle, nordostafrikanische Kaffeekanne, wie sie in Äthiopien, Eritrea und im Sudan verwendet wird.
Die Jabana ist in Äthiopien ein bauchiges Gefäß mit einem langen dünnen Hals, einem gebogenen Ausguss, Henkel und einer halbrunden Stellfläche. Diese Kanne besteht aus Ton und ist üblicherweise etwa 20 Zentimeter groß. Wegen des gerundeten Bodens wird zur Aufstellung der Kanne ein Gestell oder ein Stoffring als Unterlage benötigt. Zugleich bewirkt diese runde Form, dass sich die Dampfblasen beim Kochen gleichmäßiger verteilen, was ein Überschäumen vermeiden hilft.

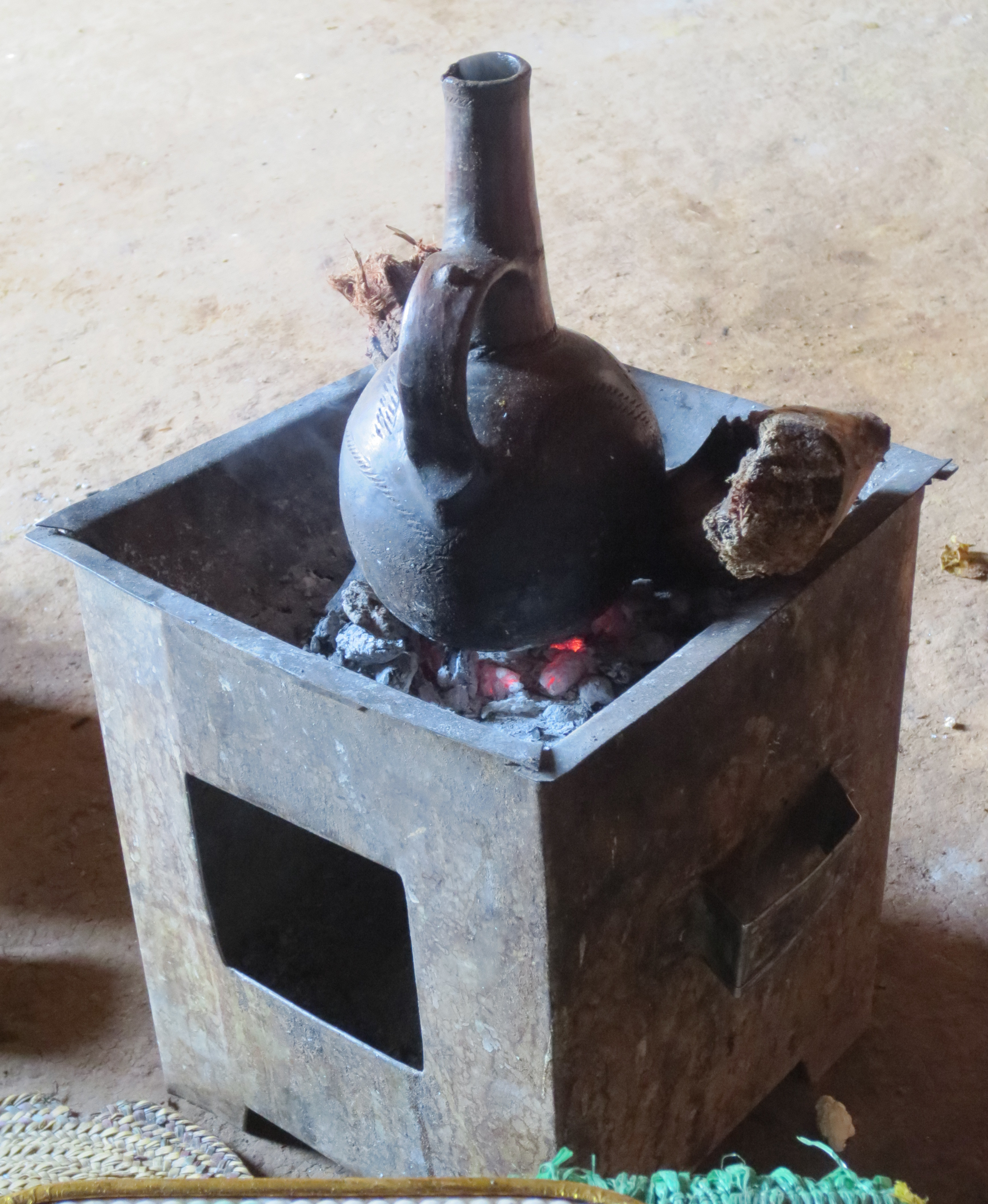
Jabana in Eritrea auf Kohleofen

In den beiden anderen Ländern gibt es ähnliche Kannen. Im Sudan sind etwas häufiger als Tonkannen kleinere Kännchen aus gelötetem Zinnblech in Gebrauch, die aus wiederverwendeten Blechdosen gefertigt werden. Aus deren rundem Korpus führt ein trichterförmiger Hals als einzige Öffnung nach oben. Seitlich ist manchmal ein Henkel angebracht. Die Gefäßgröße ist ausreichend für ein bis zwei Personen. Kaffee, der im Sudan ebenso wie das Gefäß Jabana heißt, wird schwarz und mit Zugabe von Ingwer und viel Zucker aus kleinen Tassen getrunken. Auch in Eritrea haben die Jabanas nur eine Öffnung, sind jedoch immer aus Ton gefertigt. Der Körper ist rund, hat also keine abgeflachte Stellfläche.

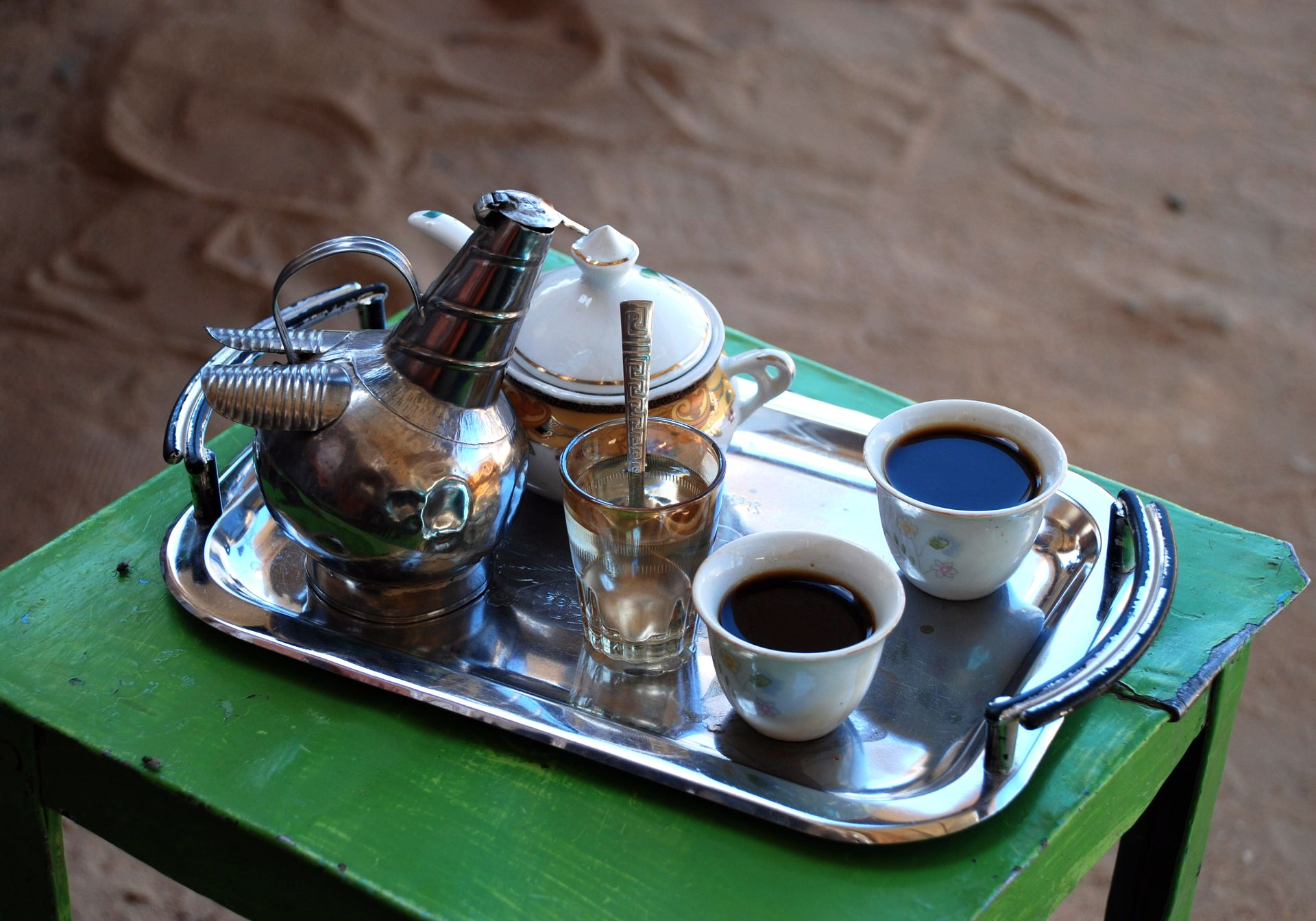
Tablett mit einer Jabana aus Dosenblech, die die ungewöhnliche Gestalt eines Vogels, vermutlich einer Taube, annimmt. Die Tonschale mit Räucherholz fehlt hier. Wadi Halfa, Sudan.

In Kaffeestuben oder von Frauen, die das Getränk an kleinen Tischen und Hockern im Freien anbieten, wird auf dem Tablett mit Kaffeekännchen, Tassen und Zuckerdose normalerweise noch eine kleine Tonschale mit aromatisch rauchender Holzkohle serviert. Diese Kaffeekanne gehört im Sudan zur nationalen Kultur und wird häufig abgebildet, in Port Sudan wird sie in einem metergroßen Denkmal aus Zement überhöht.
Noch größere kulturelle Bedeutung kommt dem Kaffee in Äthiopien zu, wo Kaffee das Hauptexportprodukt des Landes ist und wo der Ursprung der Kaffeebohne vermutet wird. Zu einer äthiopischen Kaffeezeremonie gehört das Rösten der grünen Bohnen unmittelbar bevor der Kaffee gekocht wird. Die in einem Mörser zu grobem Pulver zerriebenen Kaffeebohnen werden in der Kanne mit Wasser aufgekocht. Es kann zwei- bis dreimal mit Wasser nachgefüllt und nochmals aufgebrüht werden, mit entsprechend dünner werdendem Ergebnis.